# Нарудин
Нарудин Питуин (индон.  Narudin Pituin ; р. 15 октября 1982, Субанг, Западная Ява) – индонезийский поэт, критик и переводчик.

## Краткая биография
Окончил среднюю школу и  гуманитарный факультет Педагогического университета Индонезии (UPI) в Бандунге (2006). Преподавал в Исламском университете Ас-Шафиия (UIA), Университете Индонуса Эса Унггул (UIEU) в Джакарте, Международной школе ARS, Педагогическом университете Индонезии в Бандунге. Ещё в школе стал писать стихи и рассказы и даже пьесы на английском языке, которые завоёвывали призы на конкурсах провинции Западная Ява. Свои работы печатает в центральных газетах («Компас», «Медия Индонесия», «Синар Харапан» и др.), литературных журналах («Хорисон», «Калам», «Джурнал Саджак» и др.), в коллективных и авторских сборниках. Переводит на английский язык стихи индонезийских поэтов  (Лесик Кати Ара, Шафван Хади Умри, Чечеп Шамсул Хари, Дева Путу Сахадева, Састри Бакри, Нурул Вахьюни, Хилда Винар и на индонезийский – стихи Шекспира, Джалаладдина Руми, Джебрана, Мильтона, Тагора, Гессе, Фроста, Дикинсон и др. Принимает участие  в обсуждениях и критических разборах книг индонезийских авторов, поэтических фестивалях в стране и за рубежом (Малайзия, Бруней, Сингапур).

## Награды
- Звание «Посол индонезийского языка Западной Явы» (2007, 2015)
- Поэтическая премия CSH (2018)

## Впечатление
...  В его поэзии нет самолюбования. Она идёт от сердца и поэтому так понятна и дорога каждому, кто с ней соприкасается. - Виктор Погадаев  

## Основные труды
- Api dan Cahaya. Puisi-Puisi  Pilihan. Jakarta: HW Project, 2015
- (перевод на англ.) Hilda Winar. Penyalai (Light). Kumpulan Puisi Dua Bahasa (Indonesia-Inggris). A Bilingual Poetry Book. Penerjemah (translator) Narudin. Cilacap: HW Project, 2015.
- Mencari Mimpi. Antologi Bilingual Indonesia-Rusia. Jakarta: HW Project, 2016 (вместе с другими)
- Di Atas Tirai-tirai Berlompatan. Tangerang: Mahara Publishing, 2017 (стихи)
- Dua Raja Cerpen. Tangerang: Mahara Publishing,  2017 (рассказы)
- Makna Yang Luput: Kritik Kontemporer 63 Buku Puisi (2017)
- Teori Sastra Kontemporer: Formalisme, Strukturalisme, dan Semiotika? Jakarta: UPI Press, 2018 (литературоведение) (совместно с Chye Retty Isnendes и Toyidin)
- Ranting Mimpi di Matamu. Kumpulan Puisi (2009-2018). Jakarta: Balai Pustaka, 2019 (стихи)
- (перевод на индонезийский) Puisi-puisi Dunia Terjemahan Narudin. Sumokali: Meja Tamu, 2019.
- Kata, Makna, dan Komunikasi. Sumokali: Meja Tamu,2019 (сборник эссе о литературе)
- Lirik Tapak Dara. Sumokali: Meja Tamu, 2020 (стихи)

## В русских переводах
- Древо любви (Pohon Cinta); Поэт (Penyair); Помнишь ли ты, как мы любили (Masihkah Kau Ingat Saat Kita Bercinta) [4].